# Koronis Rift
Koronis Rift, es un videojuego de estrategia diseñado y producido por Noa Falstein y distribuido en disquete por Lucasfilm Games en 1985.
El disquete contenía la versión para Atari en una cara, y en la otra la versión para Commodore 64. La versión Atari requiere computadoras con el chip GTIA instalado con el fin de funcionar correctamente.
Koronis Rift fue uno de los dos juegos de la segunda ola de Lucasfilm Games (diciembre de 1985). El otro fue The Eidolon. Ambos tomaron ventaja de la tecnología fractal desarrollada para Rescue on Fractalus!, mejorándose aún más. En Koronis Rift, los colores adicionales de la Atari 800 (más los de la Commodore 64) permitieron que los programadores desvanecieran poco a poco en el fondo en lugar de que estallara repentinamente como en Rescue.

## Sistema de juego
El jugador controla un vehículo para entrar en varias "fisuras" en un planeta alienígena que son efectivamente laberintos fractales. Una civilización perdida ha dejado maquinaria extraña, llamados "cascos", dentro de estas grietas que son custodiadas por platillos voladores armados con diferente diseño y color. Dependiendo de su respectivo color, los escudos y disparos tanto del vehículo y los platillos son de diversa efectividad uno contra el otro; parte del juego es averiguar qué módulos de blindaje y armas funcionan mejor con qué.
Por medio de un robot teledirigido, el vehículo puede recuperar módulos con diferentes funciones (que no son inmediatamente obvias) de cascos cercanos. Los módulos pueden ser instalados en el vehículo, analizados a bordo de la nave espacial del jugador, o vendidos; el vehículo puede transportar hasta seis módulos diferentes a la vez que pueden activarse y desactivarse como el jugador crea conveniente. Una gran variedad de módulos está disponible: Diferentes módulos de arma y escudo con diversos niveles de potencia y códigos de color, módulos que aumentan la producción del poder del vehículo, un mapeador (que activa una pantalla adicional en el vehículo), e incluso un módulo que convierte a la sonda de recuperación en una bomba, al destruir cualquier cascos la sonda es enviada a investigar en lugar de recuperar los módulos.
Por el contrario, existen diferentes tipos de cascos entre ellos uno que simplemente "traga" la sonda sin ceder un módulo, lo que requiere que el jugador compre una nueva sonda (y posiblemente venda módulos útiles para obtener los fondos necesarios).
El objetivo del juego es encontrar y destruir el casco de la base de control del platillo. Con este fin, el jugador debe explorar las grietas, encontrar cascos, recuperar y analizar módulos y entender el código de colores de las armas y escudos para superar los platillos cada vez más agresivos y peligrosos. El juego puede ser resuelto de varias maneras; la más rápida es adquirir el módulo de bomba y enviar la sonda en la base del platillo con el módulo de bomba activado.

## Recepción
Computer Gaming World declaró que "si KR es un juego, también es un rompecabezas ... la habilidad por sí sola no es suficiente." El crítico no disfrutó el juego porque según él era tan difícil que pasó demasiado tiempo guardando, muriendo y recargando, pero elogió los gráficos y el sonido.

## Otras versiones
Originalmente desarrollado para los ordenadores Atari de 8 bits y el Commodore 64, Koronis Rift fue portado a otras plataformas de la era del ordenador personal, incluidos Amstrad CPC, Apple II, MSX, TRS-80 CoCo y ZX Spectrum.